# Schloss Groß Neukirch

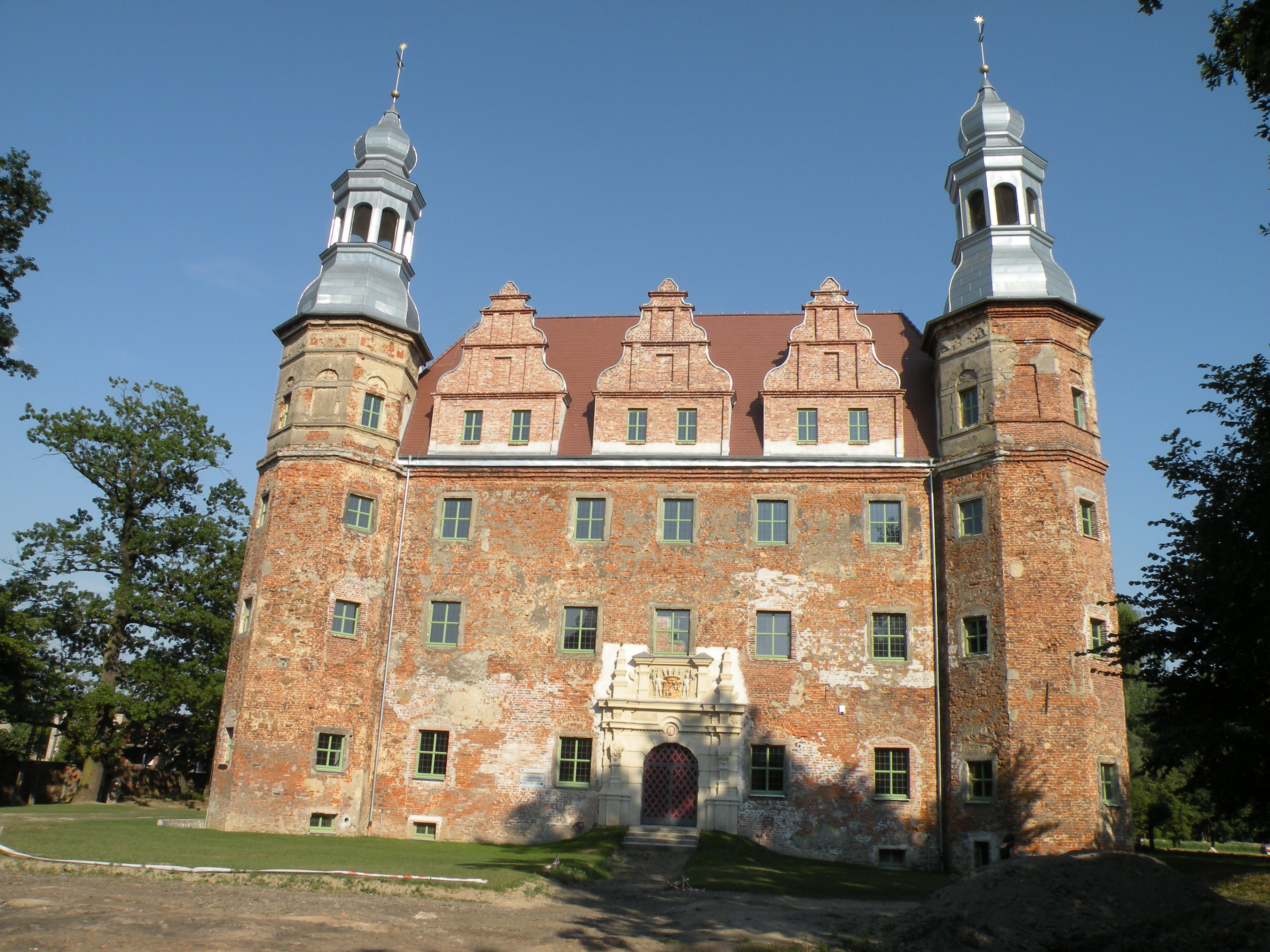
Schloss Groß Neukirch

Schloss Groß Neukirch in Groß Neukirch (seit 1945: Polska Cerekiew) gilt als eine der schönsten Residenzen des Coseler Landes in Schlesien.

## Geschichte
Das Schloss wurde 1616 als Residenz des Friedrich von Oppersdorff errichtet. Später gehörte es den Gaschin und den Seherr-Thoß.
Im Zweiten Weltkrieg brannte das Schloss zu Beginn des Jahres 1945 aus. Nach örtlicher Überlieferung waren weder die Rote Armee noch polnische Einheiten schuld am Brand, sondern der Eigentümer selbst, der das Schloss nicht unzerstört in der Hand der Feinde sehen wollte.
Im Jahr 2006 wurde mit der Restaurierung des Baus begonnen.

## Bauwerk
Der Renaissance-Bau steht auf quadratischem Grundriss. Die Frontfassade wird von achteckigen Türmen flankiert. An den dreistöckigen Flügeln des Schlosses haben sich gotische Backsteine erhalten, die wahrscheinlich von einem Vorgängerbau stammen. Die Türme sind ein Stockwerk höher als der Hauptkörper. Ein Torturm von 1690 ergänzt die Anlage. Das Schloss war von einem Wassergraben umgeben, dessen Umrisse bis heute erhalten sind.